# Сдержиков Федір Семенович
Федір Семенович Сдержиков (15 серпня 1929, село Іотовка, тепер у складі міста Губкін Бєлгородської області Російська Федерація — 12 травня 2011, Київ) — український радянський партійний діяч. Член Ревізійної Комісії КПУ в 1966—1971 р. Кандидат у члени ЦК КПУ в 1971—1976 р. Депутат Верховної Ради УРСР 8—11-го скликань.

## Біографія
У 1949—1963 роках — маркшейдер, начальник гірничого цеху, головний інженер шахти, головний маркшейдер, секретар партійного бюро Микитівського ртутного комбінату міста Горлівки Сталінської області.
Член КПРС з 1958 року.
Закінчив Дніпропетровський гірничий інститут імені Артема.
У 1963—1965 роках — 1-й секретар Микитівського районного комітету КПУ міста Горлівки.
У 1965 — січні 1976 року — 1-й секретар Горлівського міського комітету КПУ Донецької області.
У січні 1976 — 1989 року — голова Донецької обласної ради професійних спілок.
З 1989 року — на пенсії.

## Нагороди
- орден Жовтневої Революції
- три ордени Трудового Червоного Прапора
- медалі
- почесний громадянин Горлівки.